# Tramwaje w Dijon

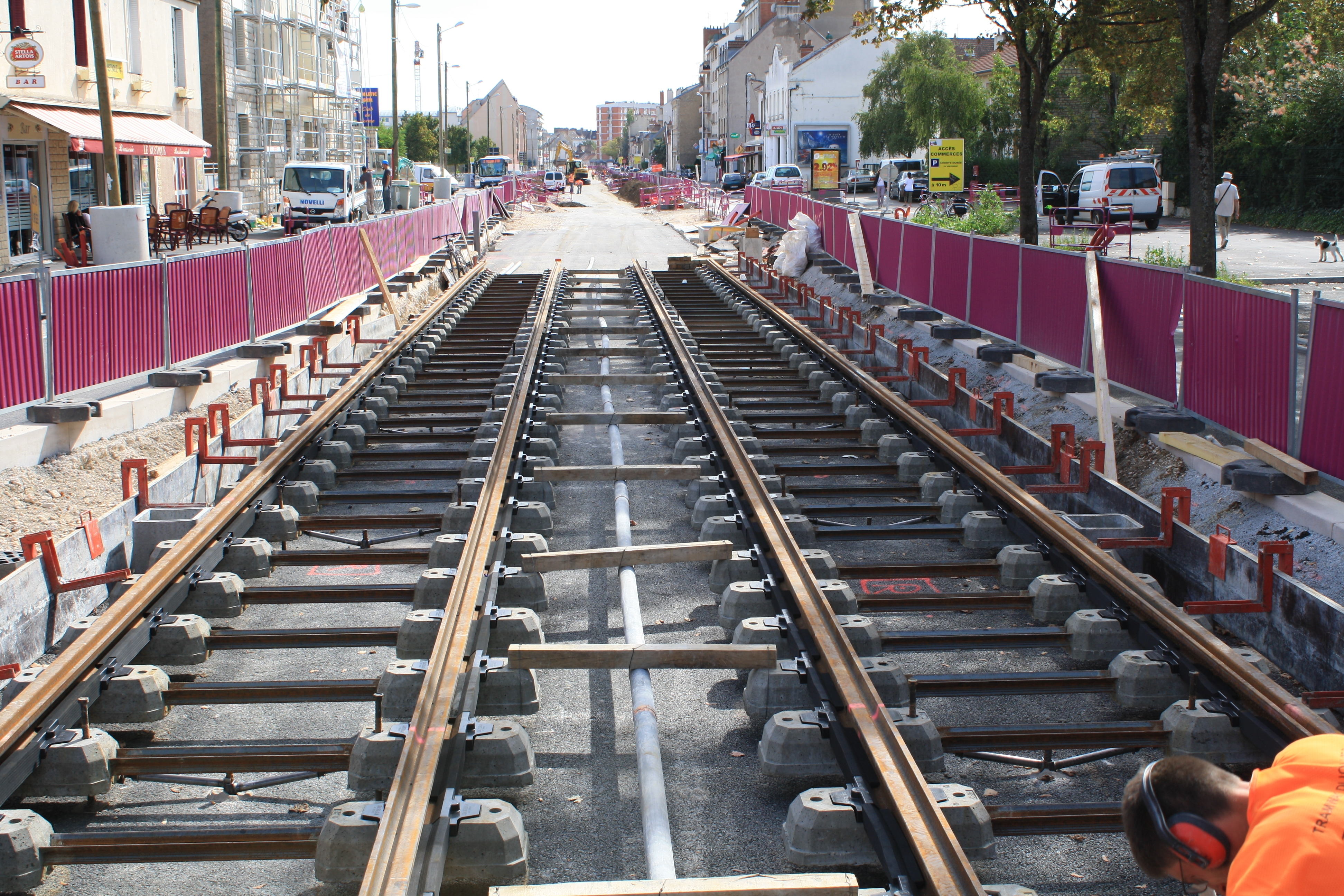
Budowa nowej linii tramwajowej w 2011

Tramwaje w Dijon − system komunikacji tramwajowej we francuskim mieście Dijon

## Historia
Najwcześniejsze plany budowy tramwajów w Dijon pochodzą z 1876, jednak wówczas ich nie zrealizowano. Pierwsze tramwaje uruchomiono 1 stycznia 1895. Do 25 marca uruchomiono wszystkie cztery linie. Siecią o rozstawie szyn 1000 mm zarządzała spółka Compagnie des Tramways Electriques de Dijon (TED), która do obsługi sieci posiadała 20 dwuosiowych tramwajów silnikowych. W 1900 zwiększono liczbę posiadanych tramwajów do 22. Tramwaje typu Buire zostały wyprodukowane w Lyonie. Każdy tramwaj miał jeden lub dwa silniki o mocy 25 lub 30 KM. 23 października 1909 oddano do eksploatacji linię z Dijon do Gevrey-Chambertin. W 1911 sieć tramwajowa składała się z 5 linii ponumerowany od 1 do 5 oraz z linii Gevrey-Chambertin. W 1935 wybudowano linię do Ouges. Następnie wydłużono linię nr 5 do Chenôve. W latach 1933−1938 do miasta dostarczono 13 wagonów silnikowych i 12 wagonów doczepnych. W 1947 i 1948 zakupiono po jednym wagonie silnikowym. 6 stycznia 1950 w miejsce trzech linii tramwajowych (nr 2, 3 i 4) wprowadzono 3 linie trolejbusowe. W  styczniu 1964 połączono linie nr 1 i 6 tworząc jedną o nr 6. W listopadzie 1954 linię nr 5 zastąpiono autobusami. Ostatnią linię nr 6 zlikwidowano 1 grudnia 1961.

## Współczesna sieć
1 września 2012 otwarto pierwszą linię na trasie
- T1: Gare − Quetigny (8,5 km, 17 przystanków)[1]

Drugą linię otwarto 8 grudnia 2012
- T2: Chenôve − Valmy (11,5 km, 21 przystanków)[1]

Po otwarciu drugiej linii w grudniu 2012 sieć tramwajowa o rozstawie szyn wynoszącym 1435 mm liczy 18 km długości i ma 34 przystanki. Do obsługi sieci zakupiono 32 tramwaje Alstom Citadis 302.